# Acétate de plomb(IV)
Pour les articles homonymes, voir Acétate de plomb.
L'acétate de plomb(IV), ou tétra-acétate de plomb, est un composé chimique de formule Pb(CH3COO)4. Il s'agit d'un sel d'acide acétique CH3COOH et de plomb à l'état d'oxydation +4 se présentant sous forme d'un solide cristallisé blanc à légèrement rosé à l'odeur de vinaigre. Il est distribué commercialement stabilisé avec de l'acide acétique. On peut le préparer en faisant réagir de l'oxyde de plomb rouge (tétroxyde de plomb, ou minium) 2PbO·PbO2 avec de l'acide acétique. L'autre sel de plomb et d'acide acétique est l'acétate de plomb(II) Pb(CH3COO)2.